# 毛包

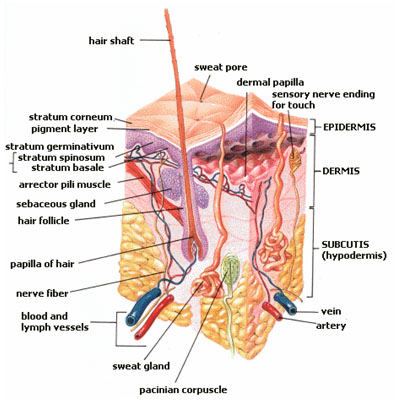
ヒトの皮膚の構造

毛包（もうほう、英語: hair follicle）は、毛を産生する哺乳類の皮膚付属器官である。毛嚢とも。
毛の産生には幹細胞が関与している。毛包のうち、皮膚表面から見ることのできる部分は一般に毛穴と呼ばれている。人の肌の1cm四方には、少なくとも20個はあるという。発毛以外にも毛包の役割は幾つかあるが、いずれも体内から体外へと放出する役割をもつ。皮膚呼吸はこれの代表で、水蒸気などを発散している。また皮脂も分泌されるが、皮脂が毛穴に溜まると角栓となって毛穴を塞ぎ、毛穴の機能を低下させる。また、恒温動物にとっての毛穴の重要な役割として体温の調節のために汗を発散することが挙げられる。これは汗腺から分泌された液体である。

## 構造

### 毛乳頭
毛乳頭は毛包の基部に存在する大きな構造である
。主として結合組織と毛細血管ループからなる。毛乳頭では細胞はほとんど、ないしは全く分裂しない。毛乳頭は卵型、ないしは洋なし型をしている。

### 毛母体
毛乳頭の周囲には、上皮細胞 (毛母細胞) と色素産生細胞であるメラノサイトからなる毛母体がある。毛母体における細胞分裂により毛髪線維と内毛根鞘を形成する細胞が産生される。毛母細胞は人体中で最も速く分裂する細胞種の一つであり、これが分裂中の細胞を標的とする化学療法や放射線療法によって毛髪が抜ける原因である。毛母体は毛細血管の通り道である柄状の周囲の結合組織との結合部を除き、完全に毛乳頭を覆っている。

### 毛根鞘
毛根鞘は外毛根鞘（英: outer root sheath）と内毛根鞘（英: inner root sheath）らなる。これらは上皮性成分であり、外毛根鞘は立方上皮細胞から、内毛根鞘はヘンレ層・ハクスリー層・鞘小皮の3層からなる。鞘小皮は毛線維の最外層と連続している。毛根鞘は髪を頭皮につなぎとめる役割を担っており、薄い膜のような見た目をしている。

### 毛線維
毛髪線維はケラチンなどでできている。

### 毛隆起
毛隆起（英: hair bulge、バルジ）は外毛根鞘に存在し、立毛筋の結合部に位置する。毛隆起には少なくとも毛包幹細胞 (hair follicle stem cell) と色素幹細胞 (melanocyte stem cell) の2種類の幹細胞が存在し、毛包全体に新たな細胞を供給するとともに、創傷時の表皮治癒に関与している。毛包幹細胞はバルジの外層に存在し、内層の娘細胞により分泌されるBMP5およびFgf18により増殖が抑制されている。
幹細胞は LGR5 を発現している。

### 立毛筋
立毛筋は毛包に付着している微小な筋線維である。この筋肉は毛包を皮膚に対し垂直にし、周囲の皮膚より突き出させ、汗腺を皮脂で覆うという機能を持つ。この運動は鳥肌と呼ばれる。

### 皮脂腺
皮脂腺は皮脂を分泌する腺である。

### 毛包漏斗部
皮脂腺の開口部より皮膚表面に近い側を漏斗部あるいは毛漏斗（英: infundibulum）と呼ぶ。いわゆる「毛穴」である。

### その他
その他に毛包はアポクリン腺（汗腺）などを持つ。毛包受容器は毛の位置を感知する。結合組織性毛包は毛包と真皮を隔てる領域である。

## 発生
胎盤内において、上皮とその下の間葉が相互作用し、毛包を形成する。

## 毛周期
毛髪は複数の相からなる周期を持って成長する。
成長期 (anagen)、退行期 (catagen)、休止期 (telogen) である。各相は形態学的、および病理学的に区別される複数のサブフェイズからなる。毛周期の開始に先立って毛包の発生がある。また、成長期や休止期と独立に脱毛期 (exogen) が存在する。通常、毛包の90%近くが成長期にあり、10-14%が休止期、1-2%が退行期にある。毛周期の長さは体の部位により異なる。例えば眉ではこの周期はおよそ4ヶ月で完了するが、頭皮では3-4年を要する。これが、頭髪のように眉毛が長くならない理由である。成長周期は上皮成長因子のような化学信号により制御されている。DLX3が毛包の分化と周期において決定的な因子である。特に、DLX3とリン酸化Smad1/5/8 の共発現が、動物モデルにおいて毛髪発生時のDlx3へのBMPシグナルを調節している。また、ジヒドロテストステロンは毛母細胞の働きを低下させ、髪の毛の成長期を短くする作用を有することが知られている。

### 成長期
成長期は毛包が成長する相であり、
毛根が頻繁に分裂し毛幹に付け加わっていく。この相において、毛は28日に1cmの速度で成長する。頭髪はこの相に2-7年間とどまる。成長期の終わりに退行期へと移行するシグナルは解明されていない。

### 退行期
退行期は成長期の終わりに起こる一過性の相である.。この相は毛髪の成長の終わりをつげる。この期間は2-3週間続き、毛髪は棍毛 (こんもう) へと変化する。棍毛は、毛髪の下部に接する毛包が毛幹に付着するときに形成される。この過程は毛髪を血流と、新たな毛髪を形成する細胞から隔離する。およそ2週間かけて棍毛が形成されると、毛包は休止期に入る。

### 休止期
休止期に毛包は休止する。身体が極度のストレスにさらされた場合、毛髪の70%もが未成熟のまま休止期に入る。この毛髪は脱毛することになり、この状況は休止期脱毛と呼ばれる。棍毛は休止期における毛包の最終生成物であり、死んだ、完全にケラチン化された毛髪である。通常、頭皮から1日に50-100本の棍毛が脱落する。

### 各相の期間
- 頭皮：これらの期間は個人により異なる。また、頭髪の色や毛包の形もこれらの期間に影響する。
  - 成長期：2-6年 (さらに長いこともある)
  - 退行期：2-3週間
  - 休止期：約3ヶ月
- 眉など
  - 成長期：4-7ヶ月
  - 退行期：3-4週間
  - 休止期：約9ヶ月

## 毛穴の開き
毛穴の状態に対して学術的な合意がないため2005年に池野宏が説明を試みているが、正常な毛穴とは、50倍に拡大しても点ではあるが穴としては認識できないものだけだとしている。繰り返される慢性的な微小な炎症によって、表皮が剥離し、毛包が侵食され開いていくとする。
30代までの女性は角栓によって毛穴が目立ちやすく、角栓が毛穴を広げる影響は大きいとするが、40代の女性では皮脂の分泌が減少するため角栓がなく毛穴が目立つケースが増える。毛穴の目立つ女性の皮脂には不飽和脂肪酸が多く、オレイン酸の塗布により目立つ毛穴に類似する状態が引き起こされた。ビタミンC誘導体のAPPSは塗布1か月で、よく見える毛穴は21.6%、黒っぽい毛穴は28.5%減少させている。

## 毛包と毛髪再生
毛包は毛髪再生における毛髪移植(植毛)の2つの基本的な手法であるFUT法とFUE法の根幹をなす。いずれの手法においても、毛包単位と呼ばれる1-4本の毛が集まったものを被術者から採取し、外科的に頭皮の脱毛領域に移植する。これらの毛包はジヒドロテストステロン (DHT) というホルモンによる影響を受けない頭皮、ないしは体の部位から移植される。このホルモンによる弱毛化が男性型脱毛症の主たる前兆である
。
これらのDHT抵抗性の毛包は、移植されると通常の毛周期で成長を続ける。
毛髪移植は1950年代、
摘出した毛包細胞の培養は1980年代初頭に遡るが、
医学的文献で毛包単位移植が初めて見られるのは1995年のことである。